# Allergologia et Immunopathologia
Allergologia et Immunopathologia is een internationaal, aan collegiale toetsing onderworpen wetenschappelijk tijdschrift op het gebied van de allergieën en immunologie. De naam wordt in literatuurverwijzingen meestal afgekort tot Allergol. Immunopathol. (Madr.). Het wordt uitgegeven door Elsevier namens de Sociedad Española de Alergia en verschijnt tweemaandelijks.